# روش هشانا

روش هشانا یا روش‌هشنه (به عبری: ראש השנה) (به عربی: رأس السنة) (به معنای سَرِ سال) در روز اول و دوم ماه عبری تیشری واقع می‌شود و عیدی است که نمود شروع سال یهودی است.

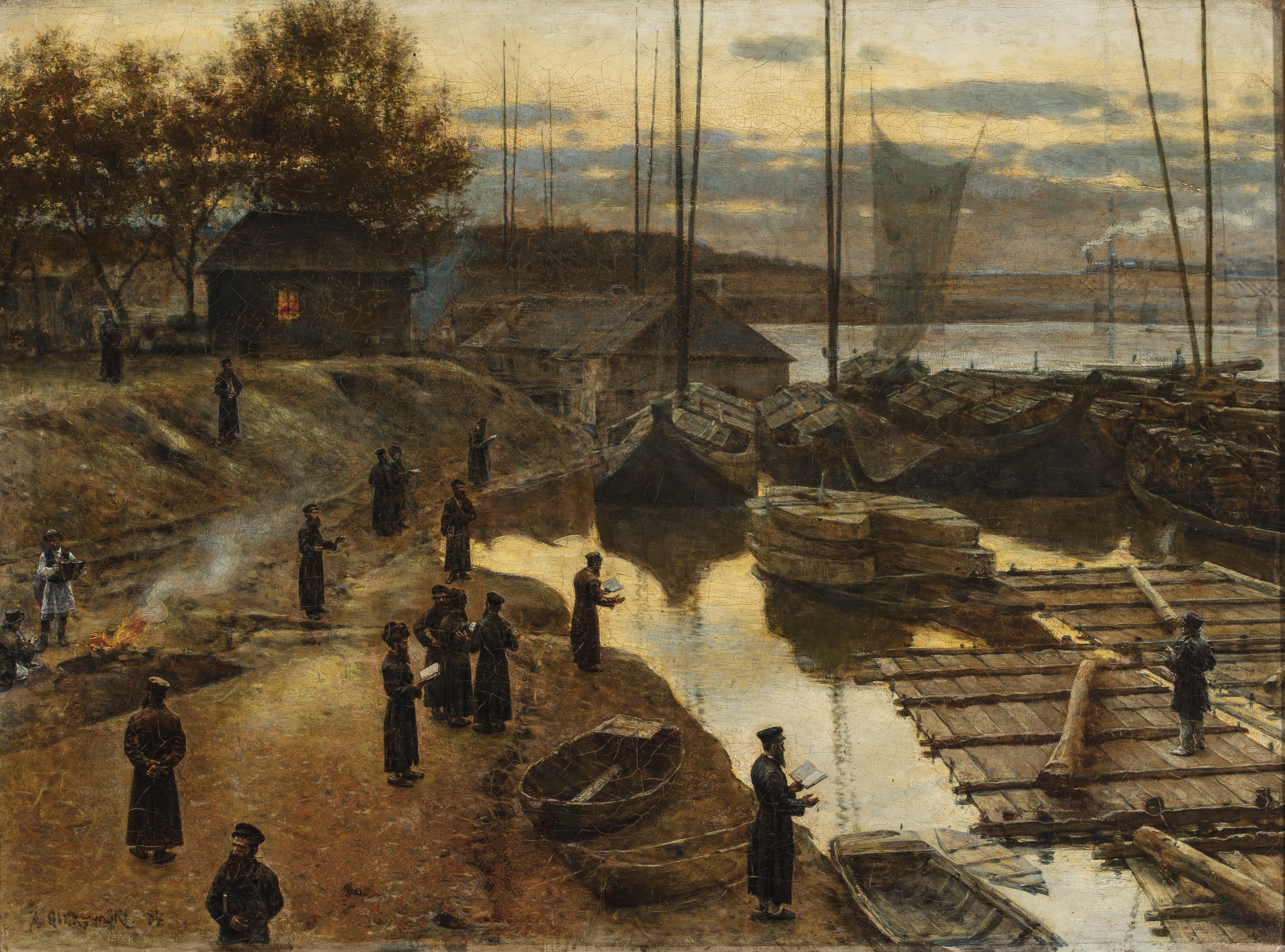
مراسم تشلیخ توسط یهودیان اشکنازی، نقاشی اثر الکساند گیرمیسکی.

## نام‌های مختلف
این عید بنا به معانی مختلفی که به آن داده شده به نام‌های روز داوری یا روز یادبود یا روز نواختن شوفار نیز معروف است.
- یوم تروآ: روز نواختن شوفار

تورات روش هشانا را با این نام معرفی می‌کند و آن را روز نخست از ماه هفتم تقویم توراتی می‌داند. نواختن شوفار امروزه هم مهم‌ترین مشخصه روش هشانا به‌شمار می‌رود.
- یوم هادین: روز داوری

در این روز تمامی مردم اسراییل مورد قضاوت خداوند قرار می‌گرفتند. در تمامی ماه ایلول هر روز صبح شوفار نواخته می‌شد تا روز روش هاشانا فرابرسد. این واژه معادل «یوم الدین» در اسلام است زیرا «ها» در عبری معادل «ال» در عربی می‌باشد.
- یوم هزیکارون: روز یادبود

یادآوری نواختن شوفار و نیز کسانی که درگذشته‌اند و همچنین روز آفرینش جهان و آدم.
عید سال نو ابتدای ده روز توبه به‌شمار می‌آید. بنا به روایات یهودی این عید روز آفرینش حضرت آدم را خاطر نشان می‌کند، که در آن تقدیر هر موجودی در سال جدید تعیین می‌شود. مثل اینکه، بنا به تجسم تصویری شاعر، در این روز سرنوشت او در کتابی که در حضور پرودگار عالم داور تمام زمین گذاشته شده نوشته و مهر می‌شود.
خداوند در این روز، زندگیِ سالِ جدیدِ جامعه و افراد را بر اساس اعمال سال گذشتهٔ آن‌ها تعیین می‌نماید. از این رو برای کلیمیان، دو روز روش‌هشانا تعطیل کامل مقرر شده‌است و آنان با حضور در کنیساها و اجرای مراسم ویژه، سرنوشت نیک و سعادتمندانه را از خداوند تقاضا می‌کنند.

## سنتهای روش هشانا

### غذاهای جشن

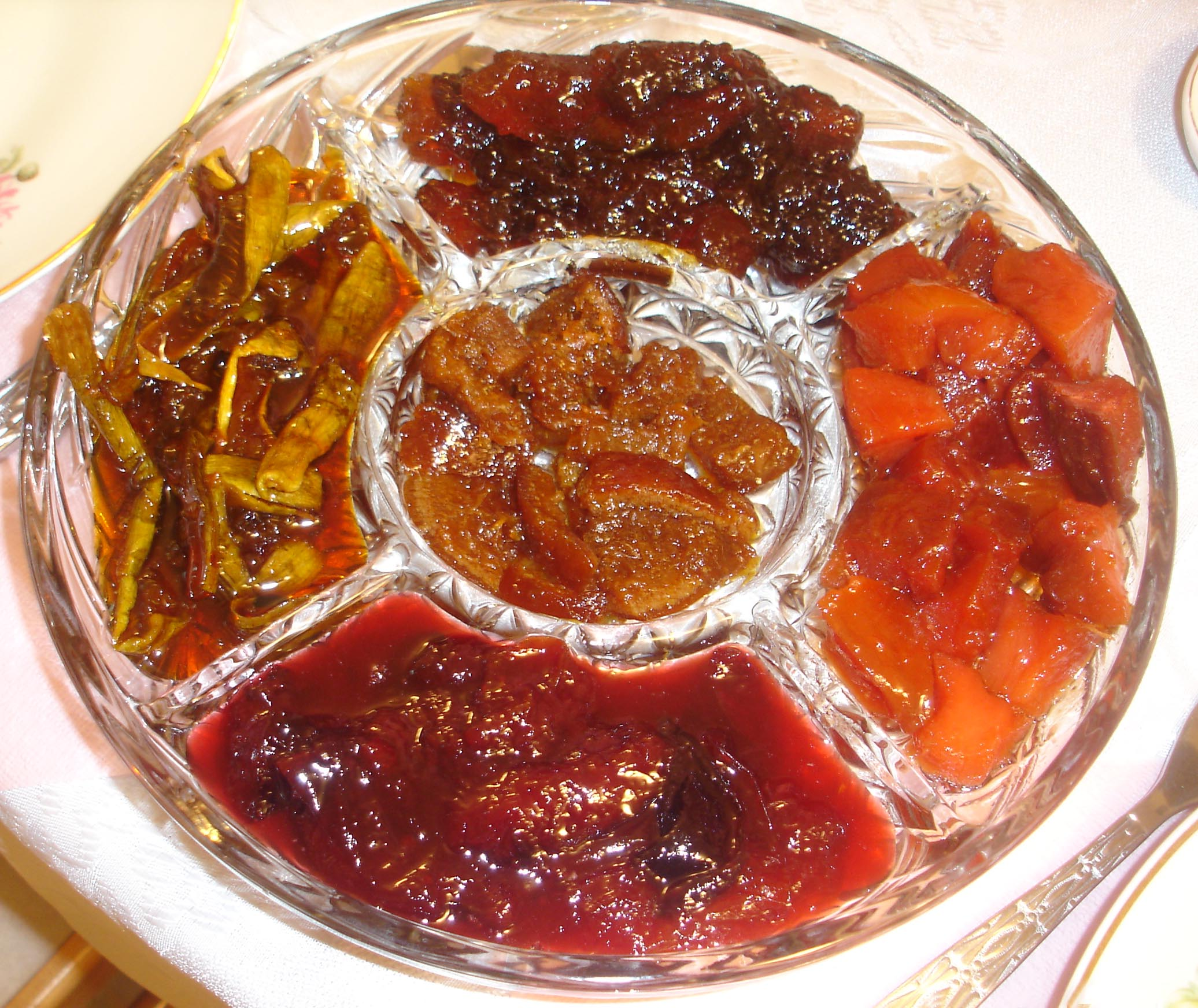
مربای روش هشانا تهیه شده توسط یهودیان لیبیایی.

در شب این عید مرسوم است خوراک‌های مخصوصی که جنبه نمادین (از نظر معنای عبری) دارد می‌خورند:

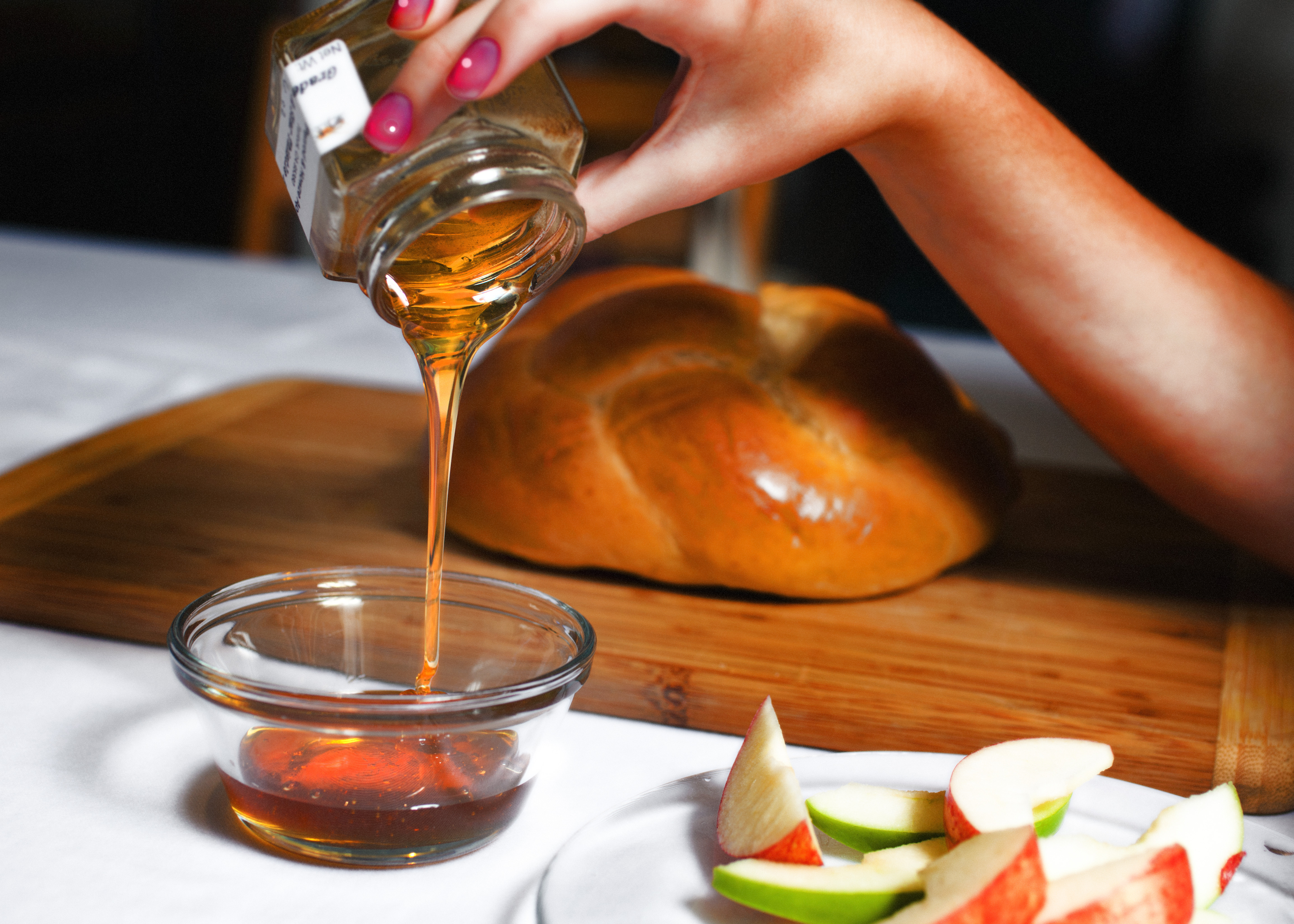
سیب با عسل

- سیب با عسل: طبق رسوم سیبی (میوه پاییزی گرد، نماد گردش سال است) را درون عسل می‌زنند و این دعا را می‌خوانند:

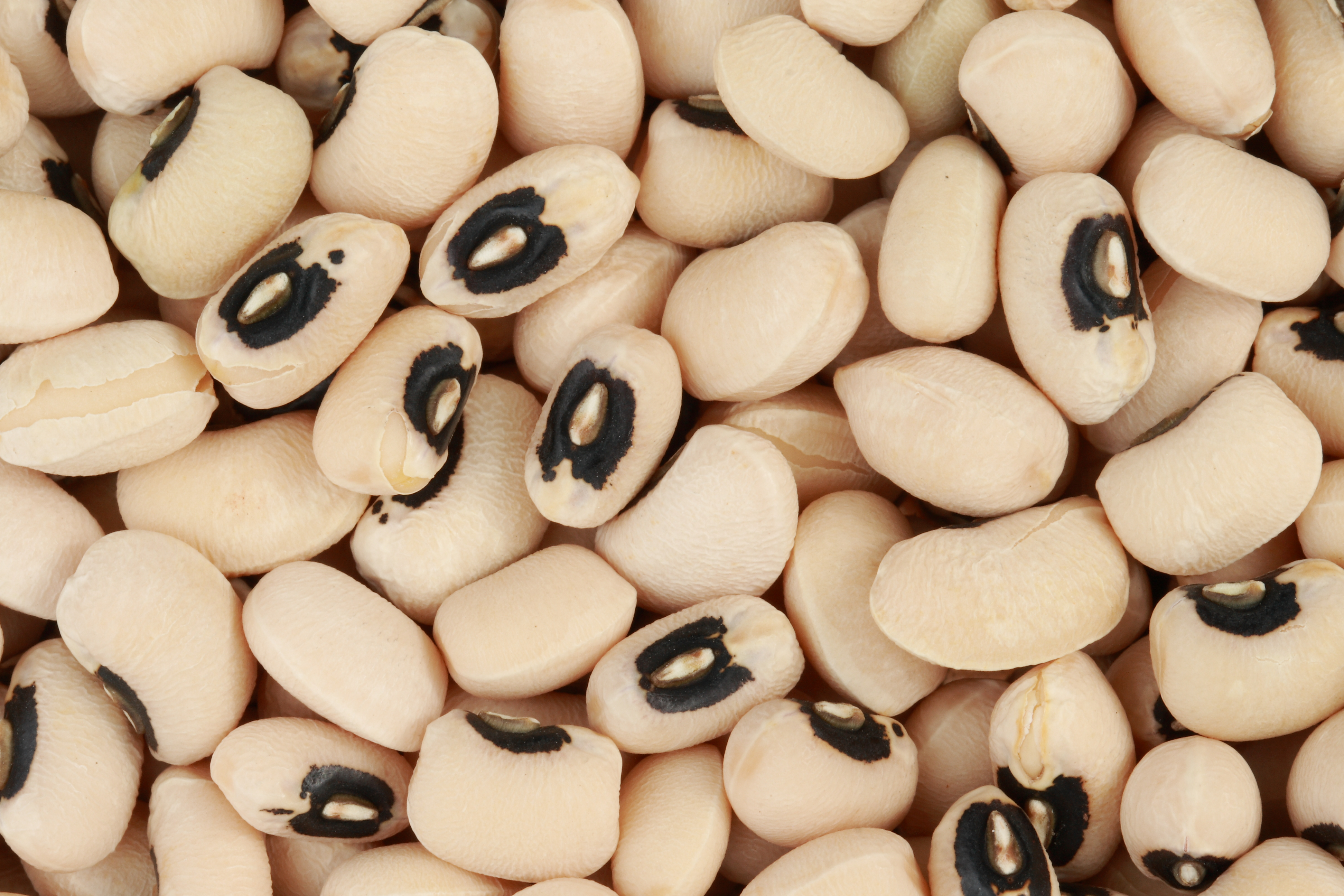
لوبیا

بادا رضایت از حضور تو ای خداوند خالق ما و خالق اجداد ما که تازه گردانی به جهت ما سال نیک و شیرین از ابتدای سال تا اخر سال.
به عبری: "יהי רצון מלפניך ה' אלוהינו ואלוהי אבותינו שתתחדש עלינו שנה טובה ומתוקה מראשית השנה ועד אחריתה"
- انار: انار بخور چون که طبق سنت یهودی ۶۱۳ دانه دارد درست به اندازه شمار بخش‌های تورات، و این دعا را می‌خوانند:

بادا رضایت از حضور تو ای خداوند خالق ما و خالق اجداد ما که مثل کثرت دانههای انار زیاد شوند پاداش اعمال نیک ما.
به عبری: "יהי רצון מלפניך ה' אלוהינו ואלוהי אבותינו שנהיה מלאים מצות כרימון"
- کدو: با خوردن کدو از درگاه خداوند خواستارند که اگر تقدیرِ بدی صادر شده، آن را نابود کرده و شایستگی اعمال نیکِشان به درگاه خدا اعلام گردد، و این دعا را می‌خوانند:

بادا رضایت از حضور تو ای خداوند خالق ما و خالق اجداد ما که پاره کنی حکم بد را از بالای ما و شایستگی اعمال نیک ما به در گاه تو خوانده شود.
به عبری: "יהי רצון מלפניך ה' אלוהינו ואלוהי אבותינו שתקרע רוע גזר דיננו ויקראו לפניך זכיותינו".
- لوبیا: لوبیا می‌خورند تا سعادت و موفقیت‌های‌شان افزایش یابند، تا همواره مشغول کارهای نیک باشند، و این دعا را می‌خوانند:

بادا رضایت از حضور تو ای خداوند خالق ما و خالق اجداد ما که بسیار شوند سعادت ما تا همیشه مشغول انجام اعمال نیک باشیم تا دوست بداری ما را. 
به عبری: "יהי רצון מלפניך ה' אלוהינו ואלוהי אבותינו שירבו זכיותינו ותלבבנו". 
- گوشت کله بره: گوشت کله بره می‌خورند تا بزرگ و سردار باشند و زیردست دشمنان و کافران نگردند و جان نثاریِ اسحاق فرزند ابراهیم را بخاطر آورند، و این دعا را می‌خوانند:

بادا رضایت از حضور تو ای خداوند خالق ما و خالق اجداد ما که بزرگ و سردار باشیم و نا زیردست به یاد بیاور قوچی که بجای حضرت اسحاق پدر ما قربانی گردید.
به عبری: "יהי רצון מלפניך ה' אלוהינו ואלוהי אבותינו שנהיה לראש ולא לזנב ושתזכור לנו עקדתו ואילו של של יצחק אבינו עליו השלום".
- چغندر: چغندر می‌خورند که دشمنان و همه بدخواهان پیروان مکتب توحید از این جهان معدوم گردند، و این دعا را می‌خوانند:

بادا رضایت از حضور تو ای خداوند خالق ما و خالق اجداد ما که از این جهان رحلت کنند دشمنان تو و عدویانت و جمیع کسانی که بدی ما را طلب میکنند.
به عبری: "יהי רצון מלפניך ה' אלוהינו ואלוהי אבותינו שיסתלקו אויבך ושונאיך וכל מבקשי רעתנו."
- شُش (ریه): شش می‌خورند تا گناهان‌شان، مثل ریه (شش) سبک‌وزن باشند، و این دعا را می‌خوانند:

بادا رضایت از حضور تو ای خداوند خالق ما و خالق اجداد ما که گناهان ما مثل شش سبک باشند.
به عبری: "יהי רצון מלפניך ה' אלוהינו ואלוהי אבותינו שיהיו עונותינו קלים כריאה".
- خرما:‌ خرما می‌خورند تا بدخواهان و ستمگران پیروان مکتب توحید را کیفر دهد و ظلم و خطا از جهان رخت بربندد، و این دعا را می‌خوانند:

بادا رضایت از حضور تو ای خداوند خالق ما و خالق اجداد ما که تمام شوند دشمنان و عدویان تو و تمامی بدخواهان ما، تمام شوند خطاها از زمین و ظالمان دیگر نباشد.
به عبری: "יהי רצון מלפניך ה' אלוהינו ואלוהי אבותינו שיתמו אויבך ושונאיך וכל מבקשי רעתנו. יתמו חטאים מהארץ ורשעים עוד אינם".
- ماهی: به خاطر سرعتشان در تکثیر و تولید مثل. طبق رسم سر ماهی را می‌خورند تا همیشه در سر باشند و نه ته.
- نان خالا: در اشکال مختلف و بخصوص شکل گرد و گاه به شکل نردبان، با این امید که نیایشها به کمک آن به آسمان برسد.شوفار یمنی.

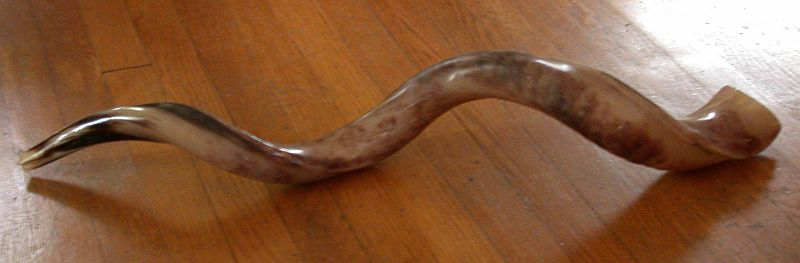
شوفار یمنی.

- مربا: مربای میوه‌های گوناگون را می‌چشند و می‌خورند به خاطر شیرینی آن و نیز بابت برکاتی که در نهاد میوه‌های متفاوت قرار دارد. مرد یهودی در حال دمیدن در شوفار

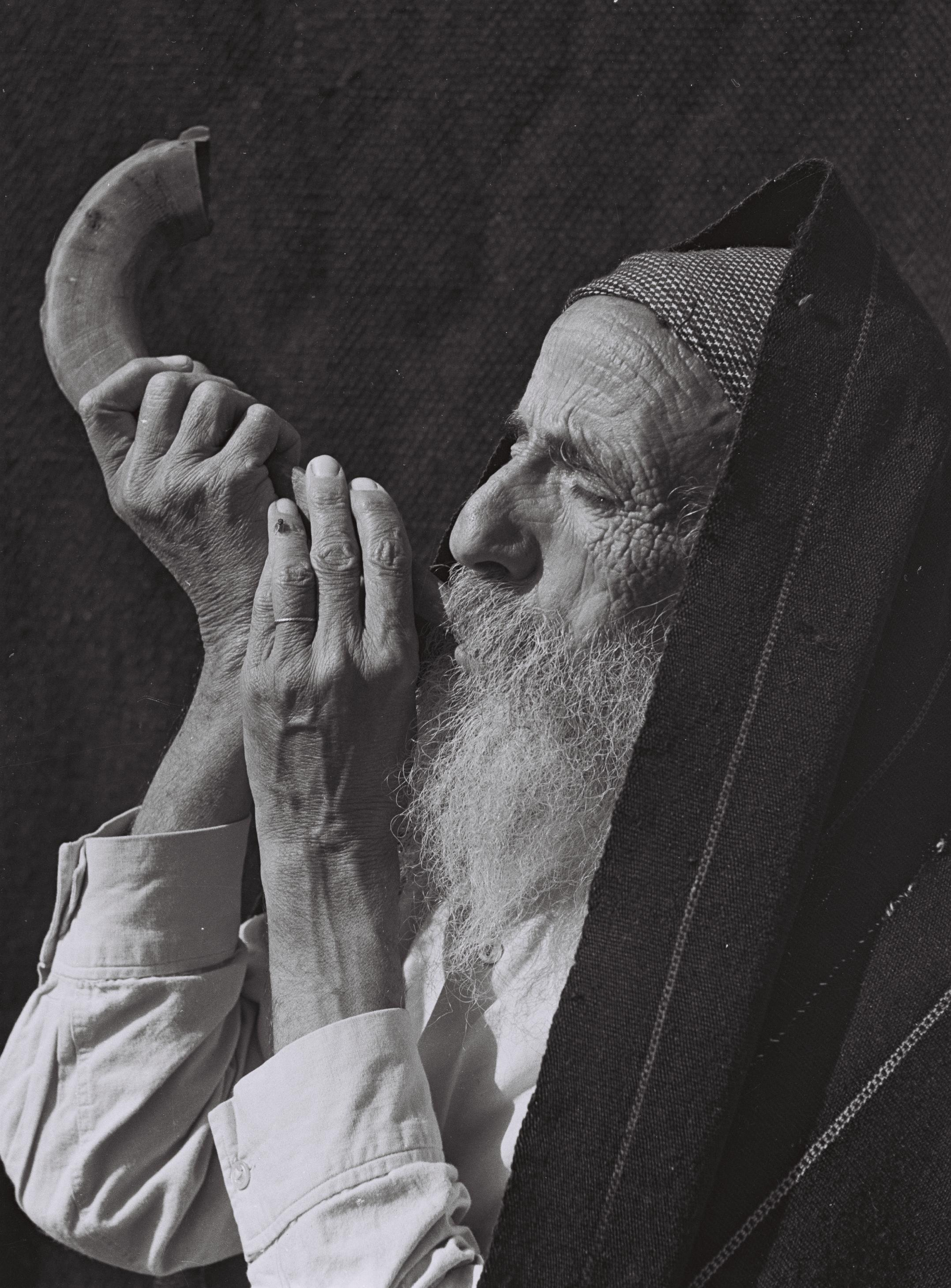
مرد یهودی در حال دمیدن در شوفار

### شوفار می‌دمند
در دو روز عید، شنیدن صدای شوفار، که از شاخ قوچ ساخته شده است، یک فریضه است تا ذبح اسحاق را به یاد آورد که به عنوان شایستگی پدران برای قوم یهود است. جوامع یهودی در سراسر جهان در نماز صبح عید، شوفار می‌نوازند.